# Bernhard (Sohn Karls III.)
Bernhard (* ca. 876; † 891 oder 892, ermordet) war ein außerehelicher Sohn von Kaiser Karl III. und einer unbekannten Frau sowie Thronprätendent.

## Leben
Bernhard wurde um 876 geboren und zu ihm ist nichts bekannt, bevor er eine Rolle im Streit um die Nachfolge seines Vaters erhielt. 885 versuchte der Kaiser, Bernhard – damals etwa neun Jahre alt – als seinen Nachfolger zu installieren. Dazu bat er Papst Hadrian III. zu ihm zu kommen, um dem Projekt den erforderlichen Nachdruck zu verleihen. Der Papst brach zu der Reise auch auf, wurde aber unterwegs, noch in Italien, in San Cesario sul Panaro, ermordet, so dass dieser Nachfolgeplan Karl III. scheiterte.
887 wurde Karl III. gestürzt. Nachfolger, getragen von einer Mehrheit im Hochadel, wurde sein Neffe, Arnolf von Kärnten, Sohn einer außerehelichen Beziehung des ostfränkischen Königs Karlmann mit einer adligen Liutswind, über die sonst nichts bekannt ist.
Die Opposition formierte sich nun teilweise um Bernhard. Dazu gehörten Abt Bernhard von St. Gallen und Graf Udalrich IV. von Linz- und Argengau. Zur Revolte kam es 889, als Arnolf seine eigene Nachfolge zugunsten der eigenen Söhne regelte und die Ansprüche Bernhards überging. Den Aufstand schlug Arnolf ein Jahr später nieder und Bernhard musste fliehen – vermutlich nach Italien. Kurz darauf wurde er von Markgraf Rudolf von Rätien ermordet.